# Noosfera (Schiff)
Die Noosfera ist ein ukrainisches Forschungsschiff. Das Schiff wurde 1991 als James Clark Ross für das britische Polarforschungsprogramm British Antarctic Survey (BAS) gebaut und 2021 an die Ukraine verkauft.

## Geschichte
Das Schiff wurde unter der Baunummer 132 auf der Werft Swan Hunter Shipbuilders in Wallsend gebaut. Der Stapellauf fand im Dezember 1990, die Fertigstellung am 28. September 1991 statt. Das nach dem englischen Entdecker und Seefahrer James Clark Ross benannte und unter der Flagge des Vereinigten Königreichs betriebene Schiff war das erste für den Einsatz in der Polarforschung gebaute Forschungsschiff des BAS. Die Baukosten beliefen sich auf 50 Mio. £. Das Schiff ersetzte die 1991 außer Dienst gestellte John Biscoe.
Die James Clark Ross sollte 2020 durch die Sir David Attenborough als neues Forschungsschiff der BAS ersetzt werden. Da sich deren Indienststellung jedoch verzögerte, wurde die James Clark Ross im Sommer 2020 noch einmal überholt, um in der Saison 2020/2021 die britischen Antarktisstationen noch einmal zu versorgen. Im Februar 2021 verließ die James Clark Ross die Antarktis und kehrte Ende März 2021 ins Vereinigte Königreich zurück. Das Schiff wurde anschließend außer Dienst gestellt und im August 2021 an das ukrainische National Antarctic Scientific Centre verkauft. Neuer Name des unter die Flagge der Ukraine gebrachten Schiffes wurde Noosfera. Es wird vom National Antarctic Scientific Centre weiter für die Polarforschung sowie für die Versorgung der ukrainischen Wernadski-Station in der Antarktis eingesetzt.

## Technische Daten und Ausstattung
Der Antrieb des Schiffes erfolgt dieselelektrisch. Für die Stromerzeugung stehen vier Wärtsilä-Dieselmotoren (2 × Wärtsilä 8R32E mit jeweils 3100 kW Leistung und 2 × Wärtsilä 6R22/26 mit jeweils 1000 kW Leistung) zur Verfügung, die vier GEC-Generatoren antreiben. Die Propulsion erfolgt durch einen GEC-Elektromotor, der auf einen Festpropeller wirkt. Das Schiff ist mit je einer Querstrahlsteueranlage im Bug- und im Heckbereich ausgerüstet.
Das offene Achterdeck ist 370 m² groß. Weitere 150 m² offene Decksfläche stehen auf der Steuerbordseite sowie 130 m² im Vorschiffsbereich zur Verfügung.
An Deck können fünf 20-Fuß-Container geladen werden. Vier der Container finden auf dem Achterdeck, einer auf dem Vorschiff Platz. Die Container können z. B. als Laborcontainer genutzt werden. Vor den Decksaufbauten befindet sich ein Laderaum, der mit hydraulisch betriebenen Faltlukendeckeln verschlossen wird. Auf der Backbordseite wird im Vorschiffsbereich ein Tenderboot mitgeführt, mit dem z. B. Ausrüstungs- und Versorgungsgegenstände für die britischen Forschungsstationen in der Antarktis vom Schiff transportiert werden können. Das Schiff ist mit Tanks für Flugbenzin und Dieselkraftstoff ausgestattet, das ebenfalls für die Forschungsstationen mitgeführt wird.
Das Schiff kann rund 57 Tage auf See bleiben. Für wissenschaftliches Personal stehen 15 Einzelkabinen, vier Vierbettkabinen und eine Kabine mit zwei Betten für den Fahrtleiter zur Verfügung. Eine der Einzelkabinen wird auf Forschungsreisen für einen zusätzlich einzuschiffenden Offizier der Schiffsbesatzung benötigt. Die maximale Besatzungsstärke beträgt inklusive Schiffsarzt 29 Personen, die in Einzelkabinen untergebracht sind.
Das Schiff verfügt über mehrere Hebewerkzeuge, darunter ein Kran mit 20 t Hebekapazität im Vorschiffsbereich sowie ein Kran mit 10 t Hebekapazität im Achterschiffsbereich. Weiterhin ist das Schiff mit einem schwenkbaren Heckgalgen mit 20 t Hebekapazität ausgerüstet.
An Bord befinden sich neun Labore sowie weitere Räume für wissenschaftliche Arbeiten. Das Schiff ist für wissenschaftliche Arbeiten mit Echoloten, Loggen und verschiedenen Winden ausgerüstet.
Der Rumpf des Schiffes ist eisverstärkt (Eisklasse 1A Super). Das Schiff kann sich mit zwei Knoten durch ein Meter dickes Meereis bewegen.

## Sonstiges
Das Schiff war mehrfach auf Briefmarken abgebildet.